# أوين بنيت جونز
صحفي بريطاني مستقل وأحد مقدمي برنامج نيوشور على قناة هيئة الإذاعة البريطانية. عمل اوين في الكثير من الدول كمراسل مستقل مقدماً الكثير من التقارير من حول العالم.